# Desmodiastrum parviflorum
Desmodiastrum parviflorum là một loài thực vật có hoa trong họ Đậu. Loài này được (Dalzell) H. Ohashi mô tả khoa học đầu tiên năm 2004.